# النساء في تشيلي

مرت حياة النساء في تشيلي وأدوارهن وحقوقهن بالكثير من التغيرات مع مرور الزمن، واصطدمت الأدوار الاجتماعية للنساء التشيليات مع الأدوار الجنسانية التقليدية والثقافة الأبوية السائدة، ولكن خلال القرن العشرين ازدادت مشاركة النساء في الحياة السياسية والاحتجاج سعيًا منهن للتوصل إلى مجموعة قوانين تدعم المساواة بين الرجال والنساء وتحظر التمييز على أساس جنسي.

تطوّر كل من التحصيل العلمي للنساء ومشاركتهن كقوى عاملة وحقوقهن، خصوصًا عندما أصبحت تشيلي دولة ديمقراطية من جديد سنة 1990. في عام 2004 شرعت تشيلي الطلاق، وهي أيضًا واحدة من بلدان قليلة التي انتخبت فيها امرأة رئيسةً للبلاد، ولكن على الرغم من ذلك فقد ظلت النساء التشيليات تعانين من تحديات اقتصادية وسياسية، وتلك التحديات تشمل: تفاوت الدخل المادي ومعدلات عالية من العنف المنزلي، والأدوار الجنسانية المتأصلة.

## الحقوق القانونية
حاليًا، تتمتع النساء بالكثير من الحقوق التي يتمتع بها الرجال، والخدمة الوطنية النسائية هي المسؤولة عن حماية الحقوق الشرعية للمرأة في القطاع العام.

### الزواج
حتى وقت قريب، لم يكن للنساء حق إدارة ممتلكاتهن الشخصية بمجرد زواجهن، وكان الرجال يحصلون على كل ثروة نسائهم، ولكن القوانين تغيرت وبات بوسع المرأة إدارة ممتلكاتها. بإمكان الزوجين أن يوقعا أيضًا على عقد قانوني قبل الزواج بحيث تظل كل الثروة ملك صاحبها الأصلي.
كان القانون المدني التشيلي في السابق يوصي إلى الزوجات بالعيش مع أزواجهن بالإخلاص والإذعان والخضوع، ولكن ذلك لم يعد جزءًا من القانون. لا يمكن لامرأة متزوجة أن ترأس عائلة بنفس طريقة الرجل، ولكن النساء المتزوجات لا يطلب القانون منهن أن يطعن أزواجهن.

### الطلاق
أجازت تشيلي الطلاق في عام 2004 مسقطة بذلك قانون عام 1884. والقانون الذي أجاز الطلاق في قانون الزواج المدني الجديد كان قد قُدم للمرة الأولى كمشروع قانون في سنة 1995. كان هناك مشاريع قوانين تتعلق بقانون الطلاق من قبل، ولكن هذا القانون حصل على الدعم الكافي من التحرريين والمحافظين لتمريره.
مع تشريع الطلاق؛ أصبح هنالك أربع حالات اجتماعية في تشيلي وهي: متزوج ومطلق ومنفصل وأرمل، منها فقط المطلق والأرمل يسمح لهم بالزواج مجددًا. وقبل تشريع الطلاق كانت الطريقة الوحيدة لترك الزواج هي الحصول على إبطال زواج مدني من خلال إخبار أمين السجلات بأن الزوج كذب بطريقة ما وخالف عقد الزواج، وبذلك يُفسخ العقد.

### الملكية
في الزواج هنالك ثلاثة أنواع من الممتلكات: ممتلكات الزوج وممتلكات الزوجة وممتلكات مشتركة بينهما. تبقى ملكية الأرض والمنازل لصاحبها عندما يتزوج ويحملها إلى زواجه، ولكن حتى يبيعها، يجب أن يوقع كل من الزوج والزوجة. في حالة الطلاق فكل من الزوج والزوجة معني بملكية بيت الزوجية، أما في حالة وفاة الشريك بغض النظر عن جنسه؛ سيحصل الشريك الحي على حقوق ميراث تعادل قيمة بيت الزوجية. وإن لم يترك الزوج الميت أي وصية فتُعطى الزوجة من الميراث ما يعادل ميراث طفل. ويمكن أن يقوم الزوجان قبل الزواج بتوقيع وثيقة تفصل جميع الممتلكات بحيث يستطيع كل من الزوجين إدارة ممتلكاته بنفسه، وبهذه الحالة لا يمكن للزوج التحكم بممتلكات الزوجة.
وإذا عملت النسوة خارج المنزل بشكل مستقل عن أزواجهن، وحصلن على ثروة شخصية، واستطعن إثبات أنهن أتين بممتلكاتهن من عمل مستقل عن الزوج؛ فيمكن أن تجمع تلك النسوة العاملات ممتلكاتهن الشخصية بحيث لا يستطيع الزوج المساس بها.
لدى الأبناء والبنات حقوق متساوية في الميراث للممتلكات المنقولة وغير المنقولة من والديهم. الرجال والنساء غير المتزوجين لديهم حقوق ملكية متساوية للممتلكات المنقولة وغير المنقولة.
الميراث هو الطريقة الأساسية في ريف تشيلي لحصول الرجال والنساء على الأرض، سواءً كان لديهم سند ملكية أم لا. وفي بعض الأحيان لا تستطيع النساء تحصيل ميراثهن للأراضي لأن كلفة الوثائق القانونية مرتفعة جدًا.